# Sara Elisabeth Moraea
Sara Elisabeth o Sara Lisa Moraea (Falun, Suècia, 26 d'abril de 1716-Uppsala, 20 d'abril 1806), també coneguda pel seu nom de casada Sara Lisa Linnea, va ser l'esposa de Carl von Linné i responsable de la subhasta dels seus documents científics que es conserven a la Societat Linneana de Londres. Se li ha dedicat un carrer amb el seu nom i és, juntament amb el seu marit, un dels personatges principals de la sèrie de llibres Sara Lisa i Linneo.
Sara Isabel Moraea va ser un dels set fills del metge Johan Moraeus i la seua esposa Elisabeth Hansdotter. Va nàixer a Falun el 26 d'abril de 1716. Els seus pares provenien de famílies influents i amb bona posició econòmica. Moraea es va casar amb Carl Von Linné en 1739, després d'esperar tres anys a causa dels recels de Johan Moraeus, que no desitjava que la seua filla es casara amb un botànic pobre. Moraea va ser una mestressa de casa responsable i estricta, la qual cosa va permetre al seu marit dedicar-se de ple a les seues tasques científiques. Va donar a llum a set fills, cinc dels quals van sobreviure fins a l'edat adulta. Després de la mort del seu espòs i del seu únic fill home, Carl, Sara Lisa Moraea va vendre la col·lecció de documents científics, herbaris, manuscrits i correspondència del seu marit a James Edward Smith, un dels fundadors de la Societat Linneana de Londres, venda molt criticada a Suècia. Durant els últims anys de la seua vida, Moraea va viure a Hammarby, la residència d'estiu de la família als afores d'Uppsala.
Sara Elisabeth Moraea està enterrada juntament amb el seu espòs i el seu fill a la catedral d'Uppsala. Se li va donar el seu nom a un carrer a Enskededalen, un suburbi d'Estocolm. Juntament amb el seu marit, és el personatge principal en els llibres Sara Lisa i Linneo de Maria Bergström i Niklas Jönsson (2007).